# Franck Passi
Franck Passi (Bergerac, Dordonya, 28 de març de 1966) és un exfutbolista professional francès.

## Trajectòria
Format a les divisions inferiors de l'AS Beziers i del Montpellier, va debutar amb el primer equip d'aquest últim club el 1983. Tres anys després, amb el cartell de promesa, va recalar a l'Olympique de Marsella. En aquest període, va ser campió d'Europa amb la selecció sub-21, al costat de jugadors com Cantonà o Paille. Però, mai no va debutar amb la selecció absoluta.
Després de passar per diversos clubs de la primera francesa, el 1994 fitxa per la SD Compostela, un modest equip de la lliga espanyola. Passi seria titular en els diversos anys a l'esquadra gallega, tant a Primera com a Segona Divisió. El 1999, i amb l'entitat passant per mals moments esportius i econòmics, el francès marxaria a Anglaterra, per acabar la seua carrera al Bolton Wanderers.
Després de la seua retirada, ha seguit vinculat al món del futbol amb càrrecs tècnics al SD Compostela, al Cannes o a l'Olympique de Marsella. El juliol de 2012, va esdevenir l'assistent de l'entrenador del Olympique de Marsella després de la marxa de Didier Deschamps.

## Palmarès
- Campió d'Europa 1988 (equip de França de menors de 21 anys).
- Finaliste de la Copa de França 1987 (Olympique de Marsella).